# Ervilia castanea
Ervilia castanea är en musselart som först beskrevs av Montagu 1803.  Ervilia castanea ingår i släktet Ervilia och familjen Semelidae. Inga underarter finns listade i Catalogue of Life.